# Чубар (дегестан, Шафт)
Чубар (перс. چوبر) — дегестан в Ірані, у бахші Ахмадсарґураб, в шагрестані Шафт остану Ґілян. За даними перепису 2006 року, його населення становило 12845 осіб, які проживали у складі 3417 сімей.

## Населені пункти
До складу дегестану входять такі населені пункти:
- Ака-Нур-е-Се-Тан
- Баба-Рекаб
- Біджар-Сар
- Вісруд
- Ґейшом
- Дакле-Сара
- Джанґелькарі-Чубар
- Дорудхан
- Емамзаде-Ебрагім
- Емамзаде-Есхак
- Каземабад
- Калье-Ґоль
- Кіш-Хале
- Кулаван
- Кучек-Кумсар
- Ласак
- Лісом
- Ліфкух
- Ліфку-Хандан
- Махраман
- Машалла-Коль
- Мірсара
- Мобаракабад
- Паланґпошт
- Сейкалан
- Селе-Марз
- Сефід-Хані
- Талекан
- Тані-Махале
- Хоррамабад
- Ченар-Рудхан
- Чубар
- Чуб-Тарашан
- Шад-Нешін